# 338 Budrosa
338 Budrosa este un asteroid din centura principală, descoperit pe 25 septembrie 1892, de Auguste Charlois.